# 大熊昭
大熊昭（日语：大熊 昭，1950年9月18日—），日本資深男性動畫音響監督。

## 來歷、人物
1975年開始在音效製作公司AUDIO PLANNING U上班同時步入動畫業界，1981年升任AUDIO PLANNING U常務董事、APU STUDIO專務董事。2003年現在是APU MEGURO STUDIO代表董事。
大熊昭以音響監督一職參加最為人熟知的作品是長壽電視系列《哆啦A夢 (1979年版)》（1979年～2005年播出）、《蠟筆小新》、《忍者亂太郎》的製作。除了長壽電視系列之外，還參加過《哆啦A夢》之外一樣都是雙人漫畫家組合藤子不二雄原作的《忍者哈特利》、《小超人帕門 (1983年版)》、《黑色推銷員》。
大熊從1975年開始在AUDIO PLANNING U上班以來，多次和浦上靖夫與浦上靖之（浦上靖夫的兒子）合作擔任音響監督（舊職稱錄音監督）。
在《蠟筆小新》配音的選角上，他也有為配音業界的選角付出許多貢獻，例如野原廣志的配音人選由當時的新人藤原啓治擔任就是大熊所指定。

## 主要參加作品

### 電視動畫
※斜體字表示參加至今的長壽作品。
1979年
- 哆啦A夢 (1979年版)（音響監督（舊職稱錄音監督））[注 1]

1981年
- 忍者哈特利（錄音監督）

1983年
- 哆啦A夢的歐洲鐵路之旅（日语：ドラえもん・ヨーロッパ鉄道の旅）（錄音監督）
- 小超人帕門 (1983年版)（錄音監督）[注 2]

1985年
- Q太郎 (1985年版)（錄音監督）[注 2]
- 高爾夫球手猿（日语：プロゴルファー猿）（錄音監督）[注 2]

1988年
- 光頭騙子禿丸（日语：つるピカハゲ丸）（錄音監督）

1989年
- 西頓動物記（錄音監督）
- 黑色推銷員（錄音監督）

1991年
- 八百八町表裏 化妝師（日语：八百八町表裏 化粧師）（錄音監督）
- 藤子不二雄A的夢魔子（日语：藤子不二雄Aの夢魔子）（錄音監督）

1991年
- 21衛門（錄音監督）[注 2]

1992年
- 蠟筆小新（音響監督（舊職稱録音監督））[注 3]

1993年
- 忍者亂太郎（音響監督）

1999年
- 週刊故事樂園（日语：週刊ストーリーランド）

2000年
- 動畫浪曲紀行 清水次郎長傳（日语：アニメ浪曲紀行 清水次郎長伝）（音響）[注 4]
- 深藍救兵（音響監督）

2001年
- 熱帶雨林的爆笑生活（錄音監督）

2002年
- 我們這一家（音響監督）
- 野昭如 戰爭童話集「海龜與少年（日语：ウミガメと少年）」（音響監督）

2003年
- 野昭如 戰爭童話集「成為風箏的媽媽（日语：凧になったお母さん）」（音響監督）

2004年
- 野昭如 戰爭童話集「一艘小型潛水艇愛上鯨魚的故事（日语：小さい潜水艦に恋をしたでかすぎるクジラの話）」（音響監督）

2005年
- 野昭如 戰爭童話集「我的防空洞（日语：ぼくの防空壕）」（音響監督）

2006年
- 野昭如 戰爭童話集「燒過的點心樹（日语：焼跡の、お菓子の木）」（音響監督）

2007年
- 野昭如 戰爭童話集「兩顆胡桃（日语：ふたつの胡桃）」（音響監督）
- 婆婆偵探團（日语：やっとかめ探偵団）（音響監督）

2008年
- 野昭如 戰爭童話集「小菊與大野狼（日语：キクちゃんとオオカミ）」（音響監督）

2009年
- 閃亮雙胞胎（音響監督）
- 野昭如 戰爭童話集「藍眼女孩的話（日语：青い瞳の女の子のお話）」（音響監督）

2010年
- 蠟筆小新 SHIN-MEN（日语：SHIN-MEN）（音響監督）
- 星際寶貝 ～最棒的朋友～（音響監督）

2012年
- 印度版 忍者哈特利（音響監督）
- 足球騎士（音響監督）[注 2]
- 黑魔女學園（音響監督）

2015年
- 俺物語!!（音響監督）[注 2]
- 新我們這一家（音響監督）

### OVA
1987年
- 粉紅色的窗簾（日语：ピンクのカーテン）（音響監督）

1989年
- 爆走賽車場 浪漫TWIN（日语：TWIN）（音響監督）

1990年
- 暗黑神話（音響監督）

1991年
- 黑天黑地黑道情（音響監督）

1992年
- 中華姑娘的憂鬱（日语：Spirit of Wonder）（録音監督）

2002年
- 熱帶雨林的爆笑生活Deluxe（音響監督）[注 5]

2003年
- 熱帶雨林的爆笑生活 Final（音響監督）

### 電影動畫
1980年
- 哆啦A夢：大雄的恐龍（錄音監督）[注 2]

1981年
- 哆啦A夢：大雄的宇宙開拓史（錄音監督）[注 2]
- 哆啦A夢：我是桃太郎的什麼呢？（錄音監督）

1982年
- 大提琴手高修（音響）
- 忍者哈特利：忍忍忍法繪日記之卷（錄音監督）

1983年
- 忍者哈特利：忍忍故鄉與大作戰之卷（錄音監督）

1984年
- 忍者哈特利+小超人帕門：超能力大戰（日语：忍者ハットリくん+パーマン 超能力ウォーズ）（錄音監督）

1985年
- 忍者哈特利+小超人帕門：忍者怪獸吉波VS奇蹟蛋（日语：忍者ハットリくん+パーマン 忍者怪獣ジッポウVSミラクル卵）（錄音監督）

1986年
- （錄音監督）

1987年
- Q太郎：前進吧！1/100大作戰（錄音監督）

1988年
- 超能力魔美：星空上的跳舞娃娃（錄音監督）
- 哆啦A夢：大雄的平行西遊記（錄音監督）[注 2]

1989年
- 哆啦美：迷你哆啦SOS（錄音監督）

1990年
- 大耳鼠：愛莉活動大寫真（錄音監督）

1991年
- 哆啦美：阿拉拉·少年山賊團（錄音監督）

1992年
- （錄音監督）

1993年
- 蠟筆小新：動感超人大戰泳裝魔王（錄音監督）
- 哆啦美：哈囉小恐龍（錄音監督）

1994年
- 蠟筆小新：不理不理王國的秘寶（錄音監督）
- 哆啦美：青色稻草人（錄音監督）

1995年
- 雲黑齋的野心（錄音監督）

1996年
- 劇場版 忍者亂太郎（日语：映画 忍たま乱太郎）（音響監督）
- 蠟筆小新：搞怪遊樂園大冒險（錄音監督）
- 多啦美與多啦A夢七小子的機械人學校七不思議（錄音監督）

1997年
- 蠟筆小新：黑暗珠珠大追擊（録音監督）
- 哆啦A夢七小子：怪盜哆啦邦謎樣的挑戰書（録音監督）

1998年
- 哆啦A夢回來了（録音監督）
- 蠟筆小新：電擊！豬蹄大作戰（錄音監督）
- 哆啦A夢七小子：蟲蟲大作戰（錄音監督）

1999年
- 爆發！溫泉激烈大決戰（錄音監督）
- 蠟筆小新樂園！Made in 埼玉（錄音）
- 哆啦A夢七小子：點心娜娜王國（錄音監督）

2000年
- 蠟筆小新：風起雲湧的叢林冒險（錄音監督）
- 哆啦A夢七小子：火車大暴走（錄音監督）

2001年
- 蠟筆小新：風起雲湧 猛烈！大人帝國的反擊（錄音監督）
- 哆啦美與哆啦A夢七小子：宇宙樂園之千鈞一髮 （錄音監督）

2002年
- 蠟筆小新：風起雲湧 壯烈！戰國大會戰（錄音監督）
- 哆啦A夢七小子：GOAL！GOAL！GOAL!!（錄音監督）

2003年
- 劇場版 我們這一家（録音監督）
- 蠟筆小新：風起雲湧 光榮燒肉之路（音響監督）
- Pa-Pa-Pa The★Movie 小超人帕門（錄音監督）

2004年
- 風起雲湧！夕陽下的春日部男孩（錄音監督）
- Pa-Pa-Pa The★Movie 小超人帕門 DE！HA！（錄音監督）

2005年
- 3分鐘百變大進擊（錄音監督）

2006年
- 蠟筆小新：Amigo！森巴入侵計畫（音響監督）

2007年
- 河童之夏（音響監督）
- 蠟筆小新：小白的屁屁炸彈（音響監督）

2008年
- 蠟筆小新：風起雲湧的金矛勇者（音響監督）

2009年
- 蠟筆小新：春日部野生王國（音響監督）

2010年
- 五彩繽紛（音響監督）
- 蠟筆小新：我的超時空新娘（音響監督）
- 劇場版 3D我們這一家：超能力花媽（音響監督）

2011年
- 蠟筆小新：黃金間諜大作戰（音響監督）
- 劇場版 忍者亂太郎：忍術學園全員出動之卷！（音響監督）

2012年
- 蠟筆小新：我和我的宇宙公主（音響監督）
- 柳瀨嵩劇場：春之笛（日语：やなせたかしシアター#ハルのふえ）（音響監督）

2013年
- 蠟筆小新：超級美味！B級美食大逃亡!!（音響監督）

2014年
- 蠟筆小新：大對決！機器人爸爸的反擊（音響監督）
- 帕羅的未來島（日语：パロルのみらい島）（音響監督）

2015年
- 蠟筆小新：我的搬家物語 仙人掌大襲擊（音響監督）

2016年
- 蠟筆小新：爆睡！夢世界大作戰（音響監督）

2017年
- 蠟筆小新：宇宙人Pi力來襲!!（音響監督）
- GO-CHAN。 ～莫可與珍獸森林的夥伴們～（日语：ゴーちゃん。#劇場アニメ）（錄音監督）

2018年
- 蠟筆小新：功夫小子 ～拉麵大亂鬥〜～（音響監督）
- GO-CHAN。 ～莫可與冰上的約定～（日语：ゴーちゃん。#劇場アニメ）（錄音監督）

### 網路動畫
2015年
- 動畫心療內科（音響監督）

2016年
- ROBOT TOWN SAGAMI 2028（音響監督）

### 卡式錄音帶書
1987年
- 青之騎士貝魯澤魯加物語（日语：青の騎士ベルゼルガ物語）（音響監督）

1988年
- 裝甲騎兵（演出）